# Het Zinneke
Het Zinneke, de vegades anomenat Zinneke Pis per analogia amb la famosa Manneken Pis, és una escultura de bronze al centre de Brussel·les, Bèlgica, erigida el 1999. Creat per Tom Frantzen, representa un gos orinant contra un bol·lard, en la mateixa línia que Manneken Pis (un nen) i la seva derivada Jeanneke Pis (una noia). És un exemple d'humor popular ( zwanze ) popular a Brussel·les.
Het Zinneke es troba a la cruïlla de la Rue des Chartreux/Kartuizersstraat amb la Rue du Vieux-Marché-aux-Grains/Oude Graanmarkt a la ciutat de Brussel·les, no gaire lluny de les Halles Saint-Géry/Sint-Gorikshallen, un antic mercat cobert i un dels districtes més de moda de la capital.

## Etimologia
Zinneke és un malnom escollit per representar una persona de Brussel·les que no hi va néixer (al contrari de ketje per a un local nadiu). La paraula significa "mut" o "bastard" en el dialecte de Brussel·les, i originalment es referia als gossos vagabunds de la ciutat que hi havien pels carrers del Petit Senne (un canal tangent del riu Senne, que circumnavegava Brussel·les al llarg de les muralles de la ciutat) fins a finals del segle xix.

## Història

### Creació
L'escultura va ser creada l'any 1999 per l'artista Tom Frantzen, també conegut per altres estàtues públiques a Brussel·les, com el Vaartkapoen (1985) a la Place Sainctelette/Sainctelettesquare a Molenbeek-Saint-Jean, Madame Chapeau (2000) a la Rue du Midi/Zuidstraat, i L'Envol (2017) a la Place de la Vieille Halle aux Blés/Oud Korenhuisplein . Es tracta d'una picada d'ullet a l'escultura emblemàtica Manneken Pis, existent ja des de l'any 1619, i la seva contrapart femenina Jeanneke Pis, instal·lada el 1987. A diferència d'elles, però, no s'associa a una font.

### Danys i restauració
Het Zinneke va ser robada la nit de l'11 de març de 2007, però una ràpida investigació va revelar que els residents locals propietaris de l'estàtua se l'havien emportat per a reparar-la després que els vàndals haguessin intentat arrencar-la amb força. Frantzen va reparar l'estàtua lleugerament danyada, que es va tornar a instal·lar al seu lloc original.
L'1 d'agost de 2015, Het Zinneke va ser atropellada per un cotxe i se li van trencar les dues cames. Durant la seva restauració per part de l'escultor, es va adjuntar una nota explicativa al lloc on era habitualment. El 24 de setembre de 2015, l'escultura es va tornar a col·locar al seu lloc habitual.